# Acrocercops heterodoxa
Acrocercops heterodoxa is een vlinder van de familie van de mineermotten (Gracillariidae). De wetenschappelijke naam van deze soort is voor het eerst voorgesteld door Edward Meyrick in een publicatie uit 1912.
De soort komt voor in Zuid-Afrika.